# FA Cup 2007/08
Der FA Cup 2007/2008 war die 127. Austragung des weltweit ältesten Fußballpokalturniers; The Football Association Challenge Cup, oder FA Cup. Diese Pokalsaison startete mit der Rekordzahl von 731 Vereinen. Sieger dieser Austragung war der FC Portsmouth.
Der Pokalwettbewerb endete mit dem Finale im Wembley-Stadion, London am 17. Mai 2008. Er war der letzte von BBC und Sky Sports übertragene FA Cup, bevor die Übertragungsrechte im August 2008 zu ITV und Setanta wechselten.
Insgesamt wurden £ 15 Mio. an Prämien ausgeschüttet (Verteilung s. u.).

## Kalender
| Runde                              | Datum              | Spiele | Vereine   | Neueinstiege   | Prämien    | Spieler der Runde                         |
| ---------------------------------- | ------------------ | ------ | --------- | -------------- | ---------- | ----------------------------------------- |
| Extra Vorrunde                     | 18. August 2007    | 171    | 729 → 558 | 342: 388.–729. | £500       | keiner                                    |
| Vorrunde                           | 1. September 2007  | 166    | 558 → 392 | 161: 227.–387. | £1.000     | keiner                                    |
| Erste Qualifikationsrunde          | 15. September 2007 | 116    | 392 → 276 | 66: 161.–226.  | £2.250     | Jack Pitcher (Gloucester City)            |
| Zweite Qualifikationsrunde         | 29. September 2007 | 80     | 276 → 196 | 44: 117.–160.  | £3.750     | Matt Townley (Team Bath)                  |
| Dritte Qualifikationsrunde         | 13. Oktober 2007   | 40     | 196 → 156 | keine          | £5.000     | Andy Forbes (FC Eastleigh)                |
| Vierte Qualifikationsrunde         | 27. Oktober 2007   | 32     | 156 → 124 | 24: 93.–116.   | £10.000    | Craig Farrell (York City)                 |
| Erste Hauptrunde                   | 10. November 2007  | 40     | 124 → 84  | 48: 45.–92.    | £16.000    | Stuart Beavon (FC Weymouth)               |
| Zweite Hauptrunde                  | 1. Dezember 2007   | 20     | 84 → 64   | keine          | £24.000    | Craig Mackail-Smith (Peterborough United) |
| Dritte Hauptrunde                  | 5. Januar 2008     | 32     | 64 → 32   | 44: 1.–44.     | £40.000    | Michael Mifsud (Coventry City)            |
| Vierte Hauptrunde                  | 26. Januar 2008    | 16     | 32 → 16   | keine          | £60.000    | Alfie Potter (Havant & Waterlooville)     |
| Fünfte Hauptrunde                  | 16. Februar 2008   | 8      | 16 → 8    | keine          | £120.000   | Luke Steele (FC Barnsley)                 |
| Sechste Hauptrunde (Viertelfinale) | 8. März 2008       | 4      | 8 → 4     | keine          | £300.000   |                                           |
| Halbfinale                         | 5. April 2008      | 2      | 4 → 2     | keine          | £900.000   |                                           |
| Finale                             | 17. Mai 2008       | 1      | 2 → 1     | keine          | £1.000.000 |                                           |

## Modus
kompletter Überblick bei: FA Cup
Der FA Cup wird in Runden ausgespielt. Teilnehmen kann jede Mannschaft, die ein bestimmtes Leistungsniveau hat und ein angemessenes Spielfeld besitzt. Gespielt wird i. d. R. nur mit einem Hinspiel. Bei unentschieden findet ein Rückspiel statt. Endet das Rückspiel ebenfalls unentschieden geht das Spiel in Verlängerung bzw. Elfmeterschießen. Dieser Modus geht bis zur sechsten Hauptrunde. Ab dem Halbfinale gibt es nur ein Spiel ggf. mit Verlängerung und Elfmeterschießen.
Einige Mannschaften sind von bestimmten Runden freigestellt:
- In der zweiten Qualifikationsrunde kommen die Mannschaften der Conference North/South (6. Spielklasse des englischen Ligabetriebes) hinzu.
- In der vierten Qualifikationsrunde kommen die Mannschaften der Conference National (5. Spielklasse des englischen Ligabetriebes) hinzu.
- In der ersten Hauptrunde kommen die Mannschaften der League 1 und 2 der Football League (3. und 4. Spielklasse des englischen Ligabetriebes) hinzu.
- In der dritten Hauptrunde am ersten Januarwochenende kommen die Mannschaften des Football League Championship (2. Spielklasse des englischen Ligabetriebes) und der Premier League (1. Spielklasse des englischen Ligabetriebes) hinzu

Die Halbfinalspiele wie das Finale fanden im Wembley-Stadion statt.
Jeder Sieger erhält eine Prämie aus den Fernsehgeldern, die nach Runde gestaffelt ist.

## Hauptrunde

### Erste Hauptrunde
In der ersten Hauptrunde treten die jeweils 24 Mannschaften der Football League One bzw. Two in den Wettbewerb ein.
Die Spiele werden am Wochenende vom 10. und 11. November 2007 ausgetragen. Die Siegprämie beträgt £ 16.000.
|                            | Ergebnis |                        | Zuschauer |
| -------------------------- | -------- | ---------------------- | --------- |
| FC Darlington              | 1:1      | Northampton Town       | 2.964     |
| Hampton & Richmond Borough | 0:3      | Dagenham & Redbridge   | 2.252     |
| Torquay United             | 4:1      | Yeovil Town            | 3.718     |
| Leyton Orient              | 1:1      | Bristol Rovers         | 3.157     |
| FC Bury                    | 4:1      | AFC Workington         | 2.641     |
| FC Barnet                  | 2:1      | FC Gillingham          | 2.843     |
| Accrington Stanley         | 2:3      | Huddersfield Town      | 2.202     |
| AFC Barrow                 | 1:1      | AFC Bournemouth        | 2.203     |
| Forest Green Rovers        | 2:2      | Rotherham United       | 2.102     |
| Southend United            | 2:1      | AFC Rochdale           | 5.180     |
| Team Bath                  | 0:2      | FC Chasetown           | 2.067     |
| Bradford City              | 1:0      | Chester City           | 4.069     |
| FC Morecambe               | 0:2      | Port Vale              | 2.730     |
| Hereford United            | 0:0      | Leeds United           | 5.924     |
| Mansfield Town             | 3:0      | FC Lewes               | 2.607     |
| Gainsborough Trinity       | 0:6      | Hartlepool United      | 2.402     |
| Exeter City                | 4:0      | Stevenage Borough      | 3.513     |
| Oldham Athletic            | 2:2      | Doncaster Rovers       | 4.280     |
| Peterborough United        | 4:1      | AFC Wrexham            | 4.266     |
| Halifax Town               | 0:4      | Burton Albion          | 1.936     |
| York City                  | 0:1      | Havant & Waterlooville | 2.001     |
| Harrogate Railway          | 2:0      | FC Droylsden           | 884       |
| Rushden & Diamonds         | 3:1      | Macclesfield Town      | 1.759     |
| FC Ware                    | 0:2      | Kidderminster Harriers | 982       |
| FC Walsall                 | 2:0      | Shrewsbury Town        | 4.972     |
| FC Horsham                 | 4:1      | Maidenhead United      | 3.379     |
| FC Altrincham              | 1:2      | FC Millwall            | 2.457     |
| Cheltenham Town            | 1:1      | Brighton & Hove Albion | 2.984     |
| Stockport County           | 1:1      | Staines Town           | 3.460     |
| Crewe Alexandra            | 2:1      | Milton Keynes Dons     | 3.049     |
| Lincoln City               | 1:1      | Nottingham Forest      | 7.361     |
| Cambridge United           | 2:1      | Aldershot Town         | 2.641     |
| Notts County               | 3:0      | FC Histon              | 4.344     |
| Oxford United              | 3:1      | Northwich Victoria     | 2.972     |
| Billericay Town            | 1:2      | Swansea City           | 2.334     |
| Carlisle United            | 1:1      | Grimsby Town           | 5.128     |
| Eastbourne Borough         | 0:4      | FC Weymouth            | 2.711     |
| FC Chesterfield            | 1:2      | Tranmere Rovers        | 4.296     |
| Wycombe Wanderers          | 1:2      | Swindon Town           | 3.332     |
| Luton Town                 | 1:1      | FC Brentford           | 4.167     |

Wiederholungsspiel
|                        | Ergebnis        |                     | Zuschauer |
| ---------------------- | --------------- | ------------------- | --------- |
| Northampton Town       | 2:1             | FC Darlington       | 2.895     |
| Bristol Rovers         | 3:3 (6:5 i. E.) | Leyton Orient       | 3.742     |
| AFC Bournemouth        | 3:2             | AFC Barrow          | 2.969     |
| Rotherham United       | 0:3             | Forest Green Rovers | 2.754     |
| Leeds United           | 0:1             | Hereford United     | 11.315    |
| Doncaster Rovers       | 1:2             | Oldham Athletic     | 4.340     |
| Brighton & Hove Albion | 2:1             | Cheltenham Town     | 3.711     |
| Staines Town           | 1:1 (4:3 i. E.) | Stockport County    | 2.860     |
| Nottingham Forest      | 3:1             | Lincoln City        | 6.783     |
| Grimsby Town           | 1:0             | Carlisle United     | 2.008     |
| FC Brentford           | 0:2             | Luton Town          | 2.643     |

### Zweite Hauptrunde
Die Auslosung erfolgte am 11. November 2007.
Die Spiele fanden am Wochenende vom 1. Dezember 2007 statt. Das Spiel Luton Town gegen Nottingham Forest fand am 11. Dezember 2007 statt.
|                            | Ergebnis |                        | Zuschauer |
| -------------------------- | -------- | ---------------------- | --------- |
| Oxford United              | 0:0      | Southend United        | 5.163     |
| Swindon Town               | 3:2      | Forest Green Rovers    | 7.588     |
| Oldham Athletic            | 1:0      | Crewe Alexandra        | 3.900     |
| Northampton Town           | 1:1      | FC Walsall             | 3.887     |
| Cambridge United           | 1:0      | FC Weymouth            | 4.552     |
| FC Millwall                | 2:1      | AFC Bournemouth        | 4.495     |
| Staines Town               | 0:5      | Peterborough United    | 2.460     |
| Bradford City              | 0:3      | Tranmere Rovers        | 6.379     |
| Torquay United             | 0:2      | Brighton & Hove Albion | 4.010     |
| Notts County               | 0:1      | Havant & Waterlooville | 3.810     |
| Dagenham & Redbridge       | 3:1      | Kidderminster Harriers | 1.493     |
| Port Vale                  | 1:1      | FC Chasetown           | 5.875     |
| Bristol Rovers             | 5:1      | Rushden & Diamonds     | 4.816     |
| Huddersfield Town          | 3:0      | Grimsby Town           | 6.729     |
| Burton Albion              | 1:1      | FC Barnet              | 2.769     |
| FC Bury                    | 1:0      | Exeter City            | 2.725     |
| FC Horsham                 | 1:1      | Swansea City           | 2.731     |
| Hereford United            | 2:0      | Hartlepool United      | 3.801     |
| Harrogate Railway Athletic | 2:3      | Mansfield Town         | 1.486     |
| Luton Town                 | 1:0      | Nottingham Forest      | 5.758     |

Die Wiederholungsspiele fanden am 11. Dezember 2007 statt.
Wiederholungsspiel
|                 | Ergebnis |                  | Zuschauer |
| --------------- | -------- | ---------------- | --------- |
| Southend United | 3:0      | Oxford United    | 2.740     |
| FC Walsall      | 1:0      | Northampton Town | 3.066     |
| FC Chasetown    | 1:0      | Port Vale        | 1.986     |
| FC Barnet       | 1:0      | Burton Albion    | 1.379     |
| Swansea City    | 6:2      | FC Horsham       | 5.911     |

### Dritte Hauptrunde
In dieser Runde treten die Mannschaften der FA Premier League (20 Teams) und die Mannschaften des Football League Championship (24 Teams) in den Wettbewerb ein.
Die Auslosung fand am 2. Dezember 2007 statt.
Die Spiele werden am Wochenende des 5. Januar 2008 absolviert.
|                         | Ergebnis |                        | Zuschauer |
| ----------------------- | -------- | ---------------------- | --------- |
| Preston North End       | 1:0      | Scunthorpe United      | 4.616     |
| FC Chasetown            | 1:3      | Cardiff City           | 2.420     |
| Colchester United       | 1:3      | Peterborough United    | 4.003     |
| Bolton Wanderers        | 0:1      | Sheffield United       | 15.286    |
| Blackburn Rovers        | 1:4      | Coventry City          | 14.421    |
| Brighton & Hove Albion  | 1:2      | Mansfield Town         | 5.857     |
| FC Walsall              | 0:0      | FC Millwall            | 4.358     |
| Charlton Athletic       | 1:1      | West Bromwich Albion   | 12.682    |
| FC Watford              | 2:0      | Crystal Palace         | 10.480    |
| Luton Town              | 1:1      | FC Liverpool           | 10.226    |
| Plymouth Argyle         | 3:2      | Hull City              | 12.419    |
| Aston Villa             | 0:2      | Manchester United      | 33.630    |
| Tranmere Rovers         | 2:2      | Hereford United        | 6.909     |
| Tottenham Hotspur       | 2:2      | FC Reading             | 35.243    |
| FC Burnley              | 0:2      | FC Arsenal             | 16.709    |
| Bristol City            | 1:2      | FC Middlesbrough       | 15.895    |
| FC Fulham               | 2:2      | Bristol Rovers         | 13.634    |
| Huddersfield Town       | 2:1      | Birmingham City        | 13.410    |
| Swansea City            | 1:1      | Havant & Waterlooville | 8.761     |
| FC Sunderland           | 0:3      | Wigan Athletic         | 20.821    |
| Southend United         | 5:2      | Dagenham & Redbridge   | 6.393     |
| FC Everton              | 0:1      | Oldham Athletic        | 33.086    |
| Derby County            | 2:2      | Sheffield Wednesday    | 20.612    |
| FC Southampton          | 2:0      | Leicester City         | 20.094    |
| West Ham United         | 0:0      | Manchester City        | 33.806    |
| Ipswich Town            | 0:1      | FC Portsmouth          | 23.446    |
| Wolverhampton Wanderers | 2:1      | Cambridge United       | 15.340    |
| FC Barnsley             | 2:1      | FC Blackpool           | 8.276     |
| FC Chelsea              | 1:0      | Queens Park Rangers    | 41.289    |
| Stoke City              | 0:0      | Newcastle United       | 22.681    |
| Swindon Town            | 1:1      | FC Barnet              | 5.944     |
| Norwich City            | 1:1      | FC Bury                | 19.815    |

Wiederholungsspiel
|                        | Ergebnis        |                   | Zuschauer |
| ---------------------- | --------------- | ----------------- | --------- |
| FC Millwall            | 2:1             | FC Walsall        | 4.645     |
| West Bromwich Albion   | 2:2 (4:3 i. E.) | Charlton Athletic | 12.691    |
| FC Liverpool           | 5:0             | Luton Town        | 41.446    |
| Hereford United        | 1:0             | Tranmere Rovers   | 6.471     |
| FC Reading             | 0:1             | Tottenham Hotspur | 22.130    |
| Bristol Rovers         | 2:2 (5:3 i. E.) | FC Fulham         | 11.882    |
| Havant & Waterlooville | 4:2             | Swansea City      | 4.400     |
| Sheffield Wednesday    | 1:1 (2:4 i. E.) | Derby County      | 18.020    |
| Manchester City        | 1:0             | West Ham United   | 27.809    |
| Newcastle United       | 4:1             | Stoke City        | 35.108    |
| FC Barnet              | 1:1 (2:0 i. E.) | Swindon Town      | 2.810     |
| FC Bury                | 2:1             | Norwich City      | 4.146     |

### Vierte Hauptrunde
|                     | Ergebnis |                         | Zuschauer |
| ------------------- | -------- | ----------------------- | --------- |
| FC Arsenal          | 3:0      | Newcastle United        | 60.046    |
| Coventry City       | 2:1      | FC Millwall             | 17.268    |
| Oldham Athletic     | 0:1      | Huddersfield Town       | 12.749    |
| FC Barnet           | 0:1      | Bristol Rovers          | 5.190     |
| Wigan Athletic      | 1:2      | FC Chelsea              | 14.166    |
| FC Liverpool        | 5:2      | Havant & Waterlooville  | 42.566    |
| Southend United     | 0:1      | FC Barnsley             | 7.212     |
| FC Southampton      | 2:0      | FC Bury                 | 25.449    |
| Manchester United   | 3:1      | Tottenham Hotspur       | 75.369    |
| FC Portsmouth       | 2:1      | Plymouth Argyle         | 19.612    |
| Derby County        | 1:4      | Preston North End       | 17.344    |
| FC Watford          | 1:4      | Wolverhampton Wanderers | 12.719    |
| Peterborough United | 0:3      | West Bromwich Albion    | 12.701    |
| Sheffield United    | 2:1      | Manchester City         | 20.800    |
| Mansfield Town      | 0:2      | FC Middlesbrough        | 6.258     |
| Hereford United     | 1:2      | Cardiff City            | 6.885     |

### Fünfte Hauptrunde
|                   | Ergebnis |                         | Zuschauer |
| ----------------- | -------- | ----------------------- | --------- |
| Bristol Rovers    | 1:0      | FC Southampton          | 11.920    |
| Cardiff City      | 2:0      | Wolverhampton Wanderers | 15.339    |
| Sheffield United  | 0:0      | FC Middlesbrough        | 22.210    |
| FC Liverpool      | 1:2      | FC Barnsley             | 42.449    |
| Manchester United | 4:0      | FC Arsenal              | 75.550    |
| Preston North End | 0:1      | FC Portsmouth           | 11.840    |
| Coventry City     | 0:5      | West Bromwich Albion    | 28.163    |
| FC Chelsea        | 3:1      | Huddersfield Town       | 41.324    |

Wiederholungsspiel
|                  | Ergebnis |                  | Zuschauer |
| ---------------- | -------- | ---------------- | --------- |
| FC Middlesbrough | 1:0      | Sheffield United | 28.108    |

## Sechste Hauptrunde
|                   | Ergebnis |                      | Zuschauer |
| ----------------- | -------- | -------------------- | --------- |
| Middlesbrough FC  | 0:2      | Cardiff City         | 32.986    |
| Manchester United | 0:1      | FC Portsmouth        | 75.463    |
| Bristol Rovers    | 1:5      | West Bromwich Albion | 12.011    |
| FC Barnsley       | 1:0      | FC Chelsea           | 22.410    |

## Halbfinale
Beide Spiele fanden am 5. und 6. April 2008 im Wembley-Stadion auf neutralem Platz statt.
|                      | Ergebnis |               | Zuschauer |
| -------------------- | -------- | ------------- | --------- |
| West Bromwich Albion | 0:1      | FC Portsmouth | 83.584    |
| FC Barnsley          | 0:1      | Cardiff City  | 82.752    |

## Finale
| FC Portsmouth                                                         | FC Portsmouth | Cardiff City | Cardiff City | Aufstellung                                  |
| --------------------------------------------------------------------- | --- | --- | ------------ | -------------------------------------------- |
| FC Portsmouth                                                         | \| Samstag, 17. Mai 2008 um 15:00 Uhr (WESZ) in London (Wembley-Stadion) \| \| Ergebnis: 1:0 (1:0) \| \| Zuschauer: 89.874 \| \| Schiedsrichter: Mike Dean \| \| Spielbericht \|                                                                              | \| Samstag, 17. Mai 2008 um 15:00 Uhr (WESZ) in London (Wembley-Stadion) \| \| Ergebnis: 1:0 (1:0) \| \| Zuschauer: 89.874 \| \| Schiedsrichter: Mike Dean \| \| Spielbericht \|                                                                                         | Cardiff City | Aufstellung FC Portsmouth gegen Cardiff City |
| FC Portsmouth                                                         | David James – Glen Johnson, Hermann Hreiðarsson, Sylvain Distin, Sol Campbell – Lassana Diarra, Sulley Muntari, Niko Kranjčar, Pedro Mendes (78. Papa Bouba Diop) – John Utaka (69. David Nugent), Nwankwo Kanu (87. Milan Baroš) Cheftrainer: Harry Redknapp | Peter Enckelman – Kevin McNaughton, Glenn Loovens, Roger Johnson, Tony Capaldi – Gavin Rae (86. Trevor Sinclair), Peter Whittingham (61. Aaron Ramsey), Stephen McPhail , Paul Parry, Joe Ledley – Jimmy Floyd Hasselbaink (70. Steven Thompson) Cheftrainer: Dave Jones | Cardiff City | Aufstellung FC Portsmouth gegen Cardiff City |
| FC Portsmouth                                                         | 1:0 Nwankwo Kanu (37.) | | Cardiff City | Aufstellung FC Portsmouth gegen Cardiff City |
| FC Portsmouth                                                         | Hermann Hreiðarsson (45.+1'), Niko Kranjčar (54.), Lassana Diarra (90.+3') | | Cardiff City | Aufstellung FC Portsmouth gegen Cardiff City |
| Samstag, 17. Mai 2008 um 15:00 Uhr (WESZ) in London (Wembley-Stadion) | | |              |                                              |
| Ergebnis: 1:0 (1:0)                                                   | | |              |                                              |
| Zuschauer: 89.874                                                     | | |              |                                              |
| Schiedsrichter: Mike Dean                                             | | |              |                                              |
| Spielbericht                                                          | | |              |                                              |